# Szarpai járás

A Szarpai járás Kalmükföldön

A Szarpai járás (oroszul Сарпинский муниципальный район) Oroszország egyik járása Kalmükföldön. Székhelye Szadovoje.

## Népesség
- 1989-ben 17 686 lakosa volt, melynek 56,5%-a orosz, 29,7%-a kalmük, 4,5%-a csecsen, 2,9%-a dargin, 0,3%-a kazah.
- 2002-ben 14 504 lakosa volt, melynek 57,1%-a orosz, 29,7%-a kalmük, 4,6%-a csecsen, 3,7%-a dargin, 1,1%-a ukrán, 0,3%-a kazah, 0,1%-a német.
- 2010-ben 13 796 lakosa volt, melyből 7 630 orosz (55,3%), 4 368 kalmük (31,7%), 639 dargin (4,6%), 471 csecsen (3,4%), 101 grúz (0,7%), 96 ukrán, 49 azeri, 38 örmény, 33 fehérorosz, 32 kazah, 29 lezg, 29 tatár, 23 oszát, 21 moldáv, 17 német, 16 csuvas, 15 koreai, 12 agul, 12 udmurt stb.